# Chalcides minutus
Chalcides minutus är en ödleart som beskrevs av  Vincenzo Caputo 1993. Chalcides minutus ingår i släktet Chalcides och familjen skinkar. IUCN kategoriserar arten globalt som sårbar.
Artens utbredningsområde är Marocko. Inga underarter finns listade i Catalogue of Life.